# Георгий Стреши Балшич
Георгий Стреши Балшич — албанский феодал. Вместе с братьями Гойко и Иваном был правителем Мисии, прибрежной зоне между Белым Дрином и Адриатическим морем. Братья были членами рода Балшичей, который раньше правил в княжестве Зета. Они участвовали в создании Лежской лиги под руководством Скандербега, их дяди по материнской линии. Позднее Георгий предал Скандербега, продал свои владения туркам, а его два брата продолжали поддерживать Скандербега до его смерти, а затем сражались на стороне венецианцев против турок.

## Семья
Согласно Феофану Ноли, Георгий и его братья Иван и Гойко были сыновьями Павла Балшича и Елены Кастриоти, сестры Скандербега. В генеалогии рода Кастриоти, составленной Карлом Хопфом, не указано, что Георгий Стреши Балшич был сыном Елены, сестры Скандербега.

## Лежская лига
Братья Георгий, Иван и Гойко Балшичи присоединились к Лежской лиге, созданной их дядей по материнской линии Скандербегом 2 марта 1444 года. В состав лиги вошли Лека Захария, Пётр Спани, Лека Душмани, Андрей Топиа, Георгий Арианити, Теодор Музаки, Стефан Черноевич и его сыновьями. Скандербег был избран главой и главнокомандующим Лежской лигой, вооруженные силы которой составляли 8 тысяч воинов.
В 1451 году король Неаполитанский Альфонс II, заключив договор в Гаэте со Скандербегом, подписал аналогичные договоры с Георгием Стреши Балшичем и другими албанскими феодалами: Георгием Арианити, Петром Спани, Гьоном Музаки, Палом Дукаджини, Топиа Музаки, Петром Химарой, Симоном Занебиши и Карлом Токо.
Позднее Георгий Балшич вышел из состава лиги и перестал поддерживать Скандербега. По данным албанских историков Кристо Фрашери и Феофана Ноли, Георгий Стреши Балшич предал Скандербега и продал свои крепости туркам-османам весной 1457 года.